# Сереброво (Ярославская область)
Сереброво — деревня в Большесельского района Ярославской области. Входит в состав Большесельского сельского поселения.

## История
Прежнее название Бдехова (Бдёхово/Обдехово).
На 1858 г. деревня в составе стана 1 Угличского уезда Ярославской губернии Российской Империи.
На 1901 г. деревня в составе Новосельского общества Новосельской волости Угличского уезда Ярославской губернии Российской Империи.
В 1965 г. Указом Президиума ВС РСФСР деревня Бдехово переименована в Сереброво.
С 2000 г. один житель. 3 дома.

## Население
| 2007 | 2010 |
| ---- | ---- |
| 0    | →0   |